# 葛兰笙
葛兰笙，名为芬（1900年—1986年11月3日），后以字行。祖籍山东日照，中国教育家，新中国成立后担任中国民主建国会山东省宣教处副处长、济南市政协委员。

## 生平
- 1915年随全家迁居北京，读完中学后考入北京大学法律系，毕业后留校任助教、三斋舍监。曾准备留学德国，不知何故未能成行。

- 1923年，由於身體狀況不佳，參加一個位於北京中山公園的民間體育組織行健會，師從楊式太極拳傳人楊澄浦先生學拳，直至楊澄浦先生南下傳授拳藝為止，深得楊式太極拳之精髓。后擔任該會常務理事[1]。后傳于世《楊式太極拳簡介》《楊式太極拳推手》二部著作。

- 1928年应友人之邀到济南市教育局任秘书。后任中华民国山东省教育厅二科科长。1937年七七事变爆发，国民党所部韩复榘的第三集团军10万余人被侵华日军击溃。由于局势不断恶化，山东省教育厅先迁曹县，后迁许昌，并电告各校内迁。从此，数千名山东中等学校教师生员工开始了艰苦地流亡生涯。葛兰笙奉教育厅长何思源之命携带五十万元教育基金[2]跟随部分中学师生向后方转移。該教育基金本存於中國銀行，由葛兰笙托請中國銀行職員黃得中暗自匯轉河南鄭州及武漢中國銀行，將匯折秘置于暖水瓶內混入難民中前去河南鄭州提取，作為山東南遷學生的生活、教育費用。以上措施并不為韩复榘所知，所幸教育基金沒有被充作軍餉[2]。

- 1938年1月，各校流亡师生汇集于河南许昌，春节后迁往河南省南阳的赊旗镇（今社旗县），组成为山东省联合中学，杨鹏飞被委任为校长。5月19日，徐州失陷，学校又奉命西迁，趴山涉水600余里，迁至湖北省北部的陨阳、均县办校，改名为国立湖北中学，直属教育部管辖，1938年10月武汉沦陷，教育部再令该校搬迁四川。12月，数千名师生分批出发，沿秦岭，过汉中，攀巴中，越剑阁，前后行程5千余里，于次年2月先后入川抵达目的地，由葛兰笙任国立六中校长并选址建校，改名为国立第六中学。葛兰笙任校长八年中，以其旺盛的精力，克服诸多困难，为教育事业培养人才，为民族复兴献出了自己全部心血。他知人善任，先后聘请多名学识渊博、德高望重和思想进步的教师到校任教，保证了学校的教学质量[3]。该校先后共收容了约五千流亡学生，仅高中部毕业44个班，毕业生1700余人中，考入大学的约1200人。在后方二十几所国立中学中影响巨大[4]。六中校友、著名诗人、原中共中央宣传部副部长贺敬之在给德阳教育志编者的信中说，“国立六中向延安和其他地区输送了大批革命干部，也为后来新中国的建设培养了大批后备人才。”

- 1946年葛兰笙将国立六中校务交给时任教务主任的王曉倫，回到山东创办综合性文选刊物半月刊《现代文丛》。地址在济南经三路纬四路西165号。该刊物为了适应抗战胜利后的经济文化发展形势，更多地介绍一些现代知识，推动山东学术空气而创办的。其宗旨是：“集纳书报精华，介绍时代知识。”刊物内容包括政治、经济、教育、文化、科学、文艺等。该刊1948年1月出到1卷12期停刊。

- 1947年應時任國民黨山東省主席的王耀武之邀[5]，任山东省訓團[6]教育長。

- 1949年中华人民共和国成立后，他历任济南市第二、三、四届政协委员，山东省民建宣教处副处长。1957年，葛兰笙在民主党派座谈会上坦言己见，反右开始后遭到批判，被称为“章乃器在山东的代理人”，被人揭发检举，于1958年8月被捕，以“历史反革命”罪名被判处无期徒刑，后改判15年。1971年10月释放。

- 1979年全國為在1957年反右中遭受不公正待遇的人員甄別平反，葛兰笙提出申訴。其冤案雖因反右而起，但並未戴“右派”帽子，原判單位不予受理，多次申訴無有結果。不得已委託時任中共中央領導的黃克誠將軍幫助，省法院才重新審查，并最終宣佈取消1958年的錯判，予以徹底平反。

- 1986年11月3日，以86歲高齡與世長辭。

## 家庭
- 第一任妻子安氏，育有二子二女，葛世梅、葛世燕、葛世平、葛世鲁。
- 第二任妻子胡湘云（后改名胡建1909-2000），育有三子二女，葛世民、葛世成、葛世同、葛世宁、葛世静。